# Brentwood (Los Angeles)
Brentwood  è un distretto di Los Angeles. Deve la fama  a causa di Marilyn Monroe, che vi aveva comprato una villa per 90.000 dollari, nella West Los Angeles, situata al 12305 Fifth Helena Drive. Quasi profeticamente, nel giardino della casa, al termine del vialetto che porta all'ingresso dell'edificio, vi è inciso un motto latino: Cursum perficio che significa «completo il viaggio»; in questa villa la Monroe venne ritrovata morta sul suo letto il 5 agosto 1962.